# Epperson v. Arkansas
Epperson v. Arkansas (pot. Proces Scopes II) – spór sądowy toczący się w USA w 1968 pomiędzy nauczycielką Susan Epperson a stanem Arkansas, dotyczący nauczania w szkołach publicznych ewolucjonizmu.

## Tło
Amerykański fundamentalizm religijny doprowadził do zakazania przez kilka parlamentów stanowych nauczania współczesnej biologii, jako że nie dawało się pogodzić go z literalnym odczytem Biblii w kwestii stworzenia człowieka. W 1925 w Dayton w Tennessee odbył się pierwszy proces, w którym nauczyciela Johna Scopesa oskarżono o nauczanie teorii ewolucji. Wyrok skazujący został wtedy uchylony z przyczyn formalnych. Tymczasem kolejne stany zakazywały nauczania teorii ewolucji, podczas gdy rosło jej znaczenie w biologii. Wraz z genetyką zaczęła ona stanowić trzon całej biologii, bez której ta nauka nie mogła już właściwie dalej istnieć.
Doszły do tego przyczyny polityczne, mianowicie w okresie zimnej wojny USA rywalizowały z ZSRR, zwracano więc większą uwagę na słabą edukację szkolną.
Tymczasem obowiązująca 1. poprawka do Konstytucji Stanów Zjednoczonych wprowadzała w szkołach nauczanie neutralne w stosunku do dowolnej religii. Zwolennicy nauczania w szkołach ewolucjonizmu powoływali się na nią, zwracając uwagę na to, że teoria ewolucji jest teorią naukową, natomiast zakazy jej nauczania wynikają zazwyczaj z poglądów religijnych.

## Proces
W 1968 wszczęty został kolejny słynny proces. Stroną oskarżającą była Susan Epperson, nauczycielka biologii. Pozwała ona stan Arkansas, że przez wprowadzenie zakazu nauczania teorii ewolucji narusza jej wolność wypowiedzi. I tym razem stronę ewolucjonistów wspierała American Civil Liberties Union. Wyrok wydał sędzia William Overton. Media zainteresowały się procesem, nazywając go Scopes II. Tym razem realia były jednak inne. W obliczu Pierwszej Poprawki to na stronie antyewolucjonistycznej ciążył ciężar dowodu, że postulowany przez nich pogląd na początek życia na Ziemi nie ma motywacji religijnej.
Antyewolucjoniści przyjęli strategię Wendella Birda, studenta prawa. Postulował on równe w wymiarze czasowym traktowanie (to znaczy poświęcanie w nauczaniu szkolnym tyle samo czasu) teorii ewolucji i tzw. creation science, czyli poglądom fundamentalistycznym.
Z punktu widzenia współczesnej filozofii nauki proces rozpatrujący zagadnienie naukowości creation science może się wydawać kuriozalny, jak określa go Michał Heller. Cały czas toczą się dysputy, co właściwie stanowi naukę, co nie, jakie są kryteria naukowości. Rozwiązania takiego problemu nie należy szukać w sądzie, który nie posiada rozległej wiedzy na temat tego problemu, wymagającej zapoznania się z obszerną literaturą naukową na ten temat.
Jednak sąd podjął się rozwiązania zgłoszonego mu problemu. Strona ewolucjonizmu zaangażowała licznych wybitnych znawców tematu. Poparli ją między innymi Stephen Jay Gould, Francisco Ayala, Michael Ruse, Langdon Gilkey. Wsparło ją także duchowieństwo wielu wyznań chrześcijańskich – katolicy, metodyści, prezbiterianie. Stronę przeciwną wsparł tylko jeden znany naukowiec: Chandra Wickramasinghe.
Langdon Gilkey, profesor teologii, wytknął stronie przeciwnej, że dowodząc zgodności creation science z Pierwszą Poprawką, uznają ją za naukę świecką. Oznacza to, że postulują stworzenie z niczego bez wypowiadania się o Stworzycielu, nie określając, czy chodzi o chrześcijańskiego Boga (czego zabrania Pierwsza Poprawka), czy może o jakąś inną siłę, ślepą i bezwzględną. Przypomniał, że takie poglądy, głoszone przez gnostyków, a później przez Marcjona, zostały uznane przez Kościół za herezję. Wobec czego również wywalczony przez fundamentalistów Akt 590, zabraniający nauczania ewolucjonizmu w Arkansas, również stanowi herezję.
Strona antyewolucjonistów nie przestraszyła się uznania ich poglądów za heretyckie. Broniła się, wskazując, że z prawnego punktu widzenia nie ma znaczenia, czy ich poglądy są herezją, czy nie, a zgodny z Biblią opis stworzenia postulowany przez creation science zalicza się do świeckiej nauki. Jedyny znany naukowiec uczestniczący w procesie z ich strony również jednak nie popierał creation science – krytykował on teorię ewolucji, ponieważ był zwolennikiem panspermii. Jak zauważył Ayala, to, że ktoś krytykuje teorię ewolucji, nie oznacza od razu, że popiera wersję creation science.
W efekcie wydano wyrok pomyślny dla strony powodowej. Akt 590 stracił moc prawną. Sąd rozstrzygnął status creation science: nie stanowi ona nauki.

## Skutki
Proces Epperson v. Arkansas spowodował utratę mocy prawnej zakazu nauczania ewolucji w Arkansas. Jednak zakazy takie dalej obowiązywały w innych stanach. Konflikt rozgrywał się dalej w Luizjanie, kluczową rolę dalej odgrywał w nim Bird. Sprawa trafiła do Sądu Najwyższego, gdzie Birda i fundamentalistów poparło kilku biologów z miejscowego college'u, jego przeciwników zaś – ACLU, Amerykańska Akademia Nauk, 17 stanowych akademii nauk, a także siedemdziesięciu dwóch noblistów. Fundamentaliści ponieśli porażkę. Sąd Najwyższy stwierdził niekonstytucyjność równego traktowania ewolucjonizmu i kreacjonizmu, który sklasyfikował jako doktrynę religijną, szkodliwą dla edukacji. Doprowadziło to do zamaskowania creation science pod postacią Inteligentnego Projektu.